# Nicolae Gribincea
Nicolae Gribincea (n. 20 octombrie 1961, Mingir, raionul Hîncești, Republica Moldova) este un muzician și folclorist român din Republica Moldova, fondator al ansamblului etnofolcloric Plăieșii. Este inițiatorul și organizatorul Festivalului cântecului popular pascal „Pentru Tine, Doamne” și al Festivalului de folclor ostășesc „La onor la datorie”.

## Studii
Primele 10 clase le-a făcut în satul de baștină. A urmat timp de un an clasa de coregrafie la Școala de Coregrafie „Elena Sîrbu” din Soroca, dar nu a absolvit instituția din cauza înrolării în armată, la Sevastopol. Pe durata serviciului militar, timp de 4 ani, a dansat în Ansamblul vocal-instrumental militar deținând concomitent și funcția de conducător artistic al ansamblului.
În 1984 a intrat la Institutul de Arte „Gavriil Muzicescu” (astăzi Academia de Muzică, Teatru și Arte Plastice) din Chișinău unde s-a întâlnit cu artiștii membri ai ansamblului Tălăncuța. A mers cu ei la concerte folclorice. La absolvirea Institutului de Arte în 1987, ca examen de licență, a susținut un spectacol la Teatrul Epic de Etnografie și Folclor Ion Creangă, proaspăt fondat. Primul spectacol de deschidere a teatrului a fost spectacolul de diplomă al lui Nicolae Gribincea: Șezătoarea și Hora satului. Aici la teatru a activat pentru prima oară în calitate de conducător artistic de ansamblu etnofolcloric, fiind răspunzător de coregrafie, interpretare și organizare.
A urmat studii post-universitare la Academia de Administrare Publică de pe lângă Președintele Republicii Moldova. 

## Carieră muzicală
După încheierea serviciului militar, în anul 1983 a venit la Chișinău și s-a angajat în calitate de curier mecanic la o fabrică de tricotaj. În paralel a activat în calitate de dansator în ansamblul Miorița, al cărui conducător era artistul poporului Pavel Andreicenco. 
La scurt timp după absolvirea Institutului de Arte, în 1988, a fost selectat de comisia Ministerului Culturii pentru poziția de dansator profesionist în cadrul ansamblului Lăutarii. A făcut parte din prima generație de dansatori ai ansamblului. După doi ani de activitate, ansamblul de dansatori a fost desființat, continuându-și activitatea doar cu orchestra de muzică populară. Nicolae Gribincea a revenit la ansamblul Fluieraș de la Filarmonica Națională Serghei Lunccevici, în calitate de dansator profesionist. 
Și-a început activitatea pedagogică în 1989, odată cu proiectul „Plăieșii”. Din anul 1993 activează la Școala primară nr. 9 din sectorul Botanica al orașului Chișinău, unde a condus un ansamblu de copii. În 1996 a fondat Ansamblul folcloric ostășesc Salvatorii de pe lângă Brigada cu destinație specială. 
Din 1997 a activat în calitate de Șef secție Tineret, Cultură și Sport în pretura Buiucani. Este Conducătorul artistic al Ansamblului Haiducii și al Ansamblului de profesoare Baștina de la Centrul de Excelență în Transporturi din Chișinău. Din anul 2004 este lector la Universitatea de Stat din Moldova, la Facultatea de Arte Frumoase.[nefuncțională]

A susținut spectacole în România, Austria, Franța, Bulgaria, Azerbaidjan, Cipru, Finlanda, Georgia, Germania, Grecia, Italia, Lituania, Letonia, Rusia, Spania, Turcia, Ucraina. Este laureat al multor festivaluri internaționale. 

## Distincții
- 1990: Premiul „Gheorghe Asachi” al Ministerului Învățământului
- 1994: Premiul Special „Ethnos” al Ministerului Culturii
- 2010: titlul onorific „Maestru în Artă”
- 2014: Ordinul „Gloria Muncii”, pentru munca îndelungată și prodigioasă în domeniul culturii, contribuție la valorificarea și promovarea tezaurului folcloric național și activitate organizatorică intensă[3]

## Publicații
- 2006: „Învrednicește-mă, Doamne”, carte de cântece cu subiect religios[4]
- 2007: „Tăpănuța cea de aur: caiet de familie”, carte de cântece pentru copii, cântece populare[5]
- 2013: „ABeGhici pentru voinici: O probă de agerime și perspicacitate”, cântece, ghicitori pentru copii[6]
- 2015: „Îngăduie-mi să te cunosc, Iubire”: Romanțe[7]

## Discografie
- 2019: „Omul cât trăiește-n lume”, album de folclor, dublu CD[8]